# Casa de Campo (métro de Madrid)
Pour les articles homonymes, voir Casa de campo.
Casa de Campo est une station des lignes 5 et 10 du métro de Madrid, en Espagne.

## Situation
La station constitue le terminus sud-ouest de la ligne 5, après Campamento au sud-ouest. Sur la ligne 10, elle est située entre Batán au nord-est, en direction de Hospital Infanta Sofía et Colonia Jardín au sud-ouest, en direction de Puerta del Sur.
Elle est établie au niveau de la porte de Batán, en bordure du parc de la Casa de Campo, à la jonction des arrondissements de Latina et Moncloa-Aravaca.

## Historique
La station est ouverte le 22 octobre 2002, lors de la mise en service du prolongement de la ligne 10 jusqu'à Puerta del Sur.

## Service des voyageurs

### Accueil
La station possède un accès unique entièrement accessible.

### Intermodalité
La station est en correspondance avec les lignes d'autobus no 25, 33, 36, 39, 55, 65 et N19 du réseau EMT.

## Sites desservis
La station donne accès au vaste parc de la Casa de Campo dans lequel est situé le zoo aquarium de Madrid.